# Shajing, Guangdong
Shajing (kinesiska: 沙井) är ett stadsdelsdistrikt i staden Shenzhen i provinsen Guangdong i sydöstra Kina. Det ligger i stadsdistriktet Bao'an. Antalet invånare vid folkräkningen 2020 var 548 251.